# Botrychium tolucaense
Botrychium tolucaense là một loài dương xỉ trong họ Ophioglossaceae. Loài này được W.H. Wagner & Mickel mô tả khoa học đầu tiên năm 2004.